# Alexandre Kafka
Alexandre Franz Kafka (geboren 25. Januar 1917 in Prag, Österreich-Ungarn; gestorben 28. November 2007 in Washington, D.C.) war ein brasilianisch-US-amerikanischer Ökonom.

## Leben
Alexander Kafka war ein Sohn des Juristen und deutsch-böhmischen Parlamentariers Bruno Kafka (1881–1931) und der Jana Bondy von Bondrop (1891–1983), er hatte einen Bruder. Er besuchte das Stephansgymnasium und nahm 1936 das Studium an der rechtswissenschaftlichen Fakultät der Deutschen Universität Prag auf. Er wechselte 1937 an das Hochschulinstitut für internationale Studien nach Genf. 1938 ging er an das Balliol College in Oxford, wo er 1939 von der deutschen Okkupation der Tschechoslowakei erfuhr. 1940 machte er einen B.A. und 1946 einen M.A., war aber schon 1941 nach Brasilien weitergezogen, wo er eine Dozentur für Wirtschaftswissenschaften an der Universidade de São Paulo erhielt. Kafka nahm die brasilianische Staatsbürgerschaft an und passte seinen Vornamen an.
Von 1946 bis 1948 war er Berater bei der brasilianischen Delegation bei den Vorbereitungstreffen zur Gründung der Welthandelsorganisation (ITO) und danach bis 1951 stellvertretender Leiter der Lateinamerikaabteilung des Internationalen Währungsfonds (IWF) in New York City. Kafka kehrte nach Brasilien zurück und erhielt eine Professur an der Universidade Federal do Rio de Janeiro. Er war Berater der Banco do Brasil und arbeitete für das Instituto Brasileiro de Economia und war von 1961 bis 1963 dessen Direktor.
Kafka orientierte sich dann wieder auf die Arbeit als Ökonom bei internationalen Organisationen und wurde von 1966 bis 1998 durchgehend als brasilianischer Vertreter in den Vorstand des IWF entsandt. Auch seine nebenamtlichen Lehrtätigkeiten verlegte er an US-amerikanische Universitäten. Ab 1959 bis 1987 war er mit Unterbrechungen Wirtschaftsprofessor an der  University of Virginia.
Kafka war Mitglied der American Economic Association. Er wurde mehrfach ausgezeichnet und erhielt 1973 den Ordem de Rio Branco. Kafka heiratete 1947 Rita Petschek (1922–2006), Tochter des tschechoslowakischen Großindustriellen Otto Petschek, sie hatten zwei Kinder.

## Schriften (Auswahl)
- The Brazilian Exchange Auction System, in: The Review of Economics and Statistics, Vol. 38, No. 3 (Aug., 1956), S. 308–322
- The Theoretical Interpretation of Latin American Economic Development, in: H. S. Ellis (Hrsg.): Economic Development for Latin America. London, 1961, S. 1–25
- A New Argument for Protectionism?, in: The Quarterly Journal of Economics, Vol. 76, No. 1 (Feb., 1962), S. 163–166
- The Elasticity of Export Supply, in: Southern Economic Journal, Vol. 32, No. 3 (Jan., 1966), S. 352
- The Brazilian Stabilization Program, 1964-6, in: The Journal of Political Economy, Vol. 75, No. 4, Part 2: Issues in Monetary Research, 1966 (Aug., 1967), S. 596–631
- International Liquidity: Its Present Relevance to the Less Developed Countries, in: The American Economic Review, Vol. 58, No. 2, Papers and Proceedings of the Eightieth Annual Meeting of the American Economic Association (May, 1968), S. 596–603
- The IMF: The Second Coming?, Essays in International Finance, No. 94. Princeton University, 1972
- The International Monetary Fund: Reform Without Reconstruction?, Essays in International Finance, No. 118, Princeton University, October 1976
- The New Exchange Rate Regime and the Developing Countries, in: The Journal of Finance, Vol. 33, No. 3, Papers and Proceedings of the Thirty-Sixth Annual Meeting American Finance Association, New York City December, 28–30, 1977 (Jun., 1978), S. 795–802
- Gold and International Monetary Stability, in: Cato Journal, Vol. 3, No. 1, Spring 1983
- John Maynard Keynes, in: Finance and Development, 1983, S. 37f.
- Governance of the Fund, in: G. K. Helleiner (Hrsg.): The International Monetary and Financial System: Developing-Country Perspectives. New York: St. Martin’s Press, 1996